# Sjarhej Krautschenja
Sjarhej Krautschenja (belarussisch Сяргей Краўчэня; * 14. Juni 1996) ist ein belarussischer Langstreckenläufer.

## Karriere
Bisher konnte sich Sjarhej Krautschenja noch für keine internationalen Veranstaltungen qualifizieren, siegte aber von 2019 bis 2021 im 10.000-Meter-Lauf bei den Belarussischen Meisterschaften.

## Persönliche Bestleistungen
- 1500 Meter: 3:49,52 min, 20. Mai 2021 in Brest
  - 1500 Meter (Halle): 3:47,8 min, 17. Januar 2022 in Mahiljou
- 3000 Meter: 8:06,96 min, 2. Juni 2021 in Brest
  - 3000 Meter (Halle): 8:03,83 min, 11. Februar 2022 in Homel
- 5000 Meter: 13:56,47 min, 19. Juni 2021 in Cluj-Napoca
- 10.000 Meter: 29:20,86 min, 30. Juli 2020 in Minsk